# Deutsch-Kanadische Gesellschaft
Die Deutsch-Kanadische Gesellschaft e. V. (DKG, German-Canadian Society) wurde 1951 gegründet. Der Verein fördert die bilateralen Beziehungen zwischen Deutschland und Kanada und stärkt den Austausch zwischen beiden Ländern. Die DKG gehört zu den ältesten bilateralen Organisationen der Bundesrepublik Deutschland.

## Gründungsgeschichte
Im Jahr 1951 wurde die DKG mit dem Zweck gegründet, Kontakte zwischen den damals in Hannover stationierten kanadischen Soldaten und deutschen Familien herzustellen. Einige Jahre später wurde durch die damalige DKG-Präsidentin Theanolte Bähnisch das Werkstudentenprogramm, kurz WSP, angeregt und ins Leben gerufen. Im Jahr 1965 reisten zum ersten Mal 26 deutsche Studierende nach Kanada. Bereits im Vorjahr waren 143 kanadische Studierende nach Deutschland gekommen, um zwei Monate zu arbeiten und einen Monat das Land zu erkunden.

## Ziele und Arbeitsweise

### Jugendförderung
Einen Schwerpunkt der Arbeit der DKG bildet die Jugendförderung. In Kooperation mit der Botschaft von Kanada in Berlin und Partnern in Kanada organisiert die Deutsch-Kanadische Gesellschaft bereits seit 1964 mit alleinigem Fokus auf Kanada ein Work & Travel-Programm (WSP) für deutsche Studierende.
Seit der Gründung haben knapp 3.000 Studierende erfolgreich an dem WSP-Programm teilgenommen und dabei erste Auslandserfahrung bei diversen Summer-Jobs, meist im Service-Bereich oder als helfende Hand auf Farmen, sammeln können.
Komplementär organisiert die Gesellschaft ein Internship-Programm, das Studierenden mit besonders geeignetem Zeugnis die Möglichkeit bietet, im Rahmen eines qualifizierten Auslandspraktikums in Kanada studiennahe Berufserfahrung zu sammeln. Zu diesem Zweck arbeitet die DKG mit namhaften in Kanada ansässigen Unternehmen aus der Industrie zusammen. Auch kanadischen Studierenden wird in einem gewissen Rahmen in Deutschland bei der Job- und Wohnungssuche geholfen, sowie dabei, das Alltagsleben in Deutschland kennenzulernen und zu meistern.

### Unterstützung der bilateralen Wirtschaftsbeziehungen
Als zweiten Schwerpunkt bietet die DKG Unternehmen und Organisationen verschiedene Möglichkeiten zur Vernetzung innerhalb der deutsch-kanadischen Wirtschaftswelt. Hervorzuheben ist hier die jeweils im Frühjahr stattfindende interdisziplinäre Konferenz Forum @ Kanada Haus Berlin (kurz FORUM), die aktuelle deutsch-kanadische Themen aus unterschiedlichen Blickwinkeln beleuchtet. Darüber hinaus werden regelmäßig in Kanada tätige Unternehmen eingeladen, über ihre Aktivitäten in Kanada und die dort gegebenen wirtschaftlichen Rahmenbedingungen zu berichten. Umgekehrt ermöglicht es die DKG auch in Deutschland tätigen kanadischen Firmen, sich vorzustellen und ihre Erfahrungen mit dem deutschen Markt im Vergleich mit Kanada darzulegen.

### Kulturelle Begegnungen
Ein dritter Baustein der Gesellschaft ist die aktive Mitgestaltung des kanadischen Kulturlebens in Deutschland. Die DKG initiiert und fördert in enger Zusammenarbeit mit der Botschaft und den Konsulaten Kanadas sowie den Provinzvertretungen, als auch individuellen Kulturorganisationen bis hin zu Künstlern Konzerte, Theateraufführungen, Ausstellungen, Vortragsreihen sowie Diskussionsveranstaltungen rund um das Thema Kanada.

### Förderung der zwischenmenschlichen Beziehungen
Freundschaftliche Verbindungen zu Angehörigen der in Deutschland stationierten Streitkräfte standen am Anfang der DKG. Diese Tradition der Pflege zwischenmenschlicher Beziehungen bleibt auch in Zukunft ein wesentliches Anliegen der Gesellschaft. Stammtische, Barbecues, Thanksgiving Dinners, Christmas-Partys, Biergarten-Treffs und die gemeinsame Teilnahme an Sportveranstaltungen gehören daher zum Standardprogramm des Vereins.

### Kanada-Freunde überregional kennenlernen
Einmal jährlich lädt die Deutsch-Kanadische Gesellschaft an wechselnden Orten zu einer festlichen Jahresveranstaltung. Diese Veranstaltung führt Mitglieder und Freunde der DKG und Kanadas überregional zusammen. In diesem Rahmen wird auch der Ehrenpreis des Präsidiums an eine Person und/oder Institution, die sich in besonderem Maße um die deutsch-kanadische Freundschaft verdient gemacht hat, verliehen. Auch der Botschafter von Kanada in Deutschland bereichert diese Veranstaltung jedes Jahr.

## Aufbau des Vereins

### Präsidium

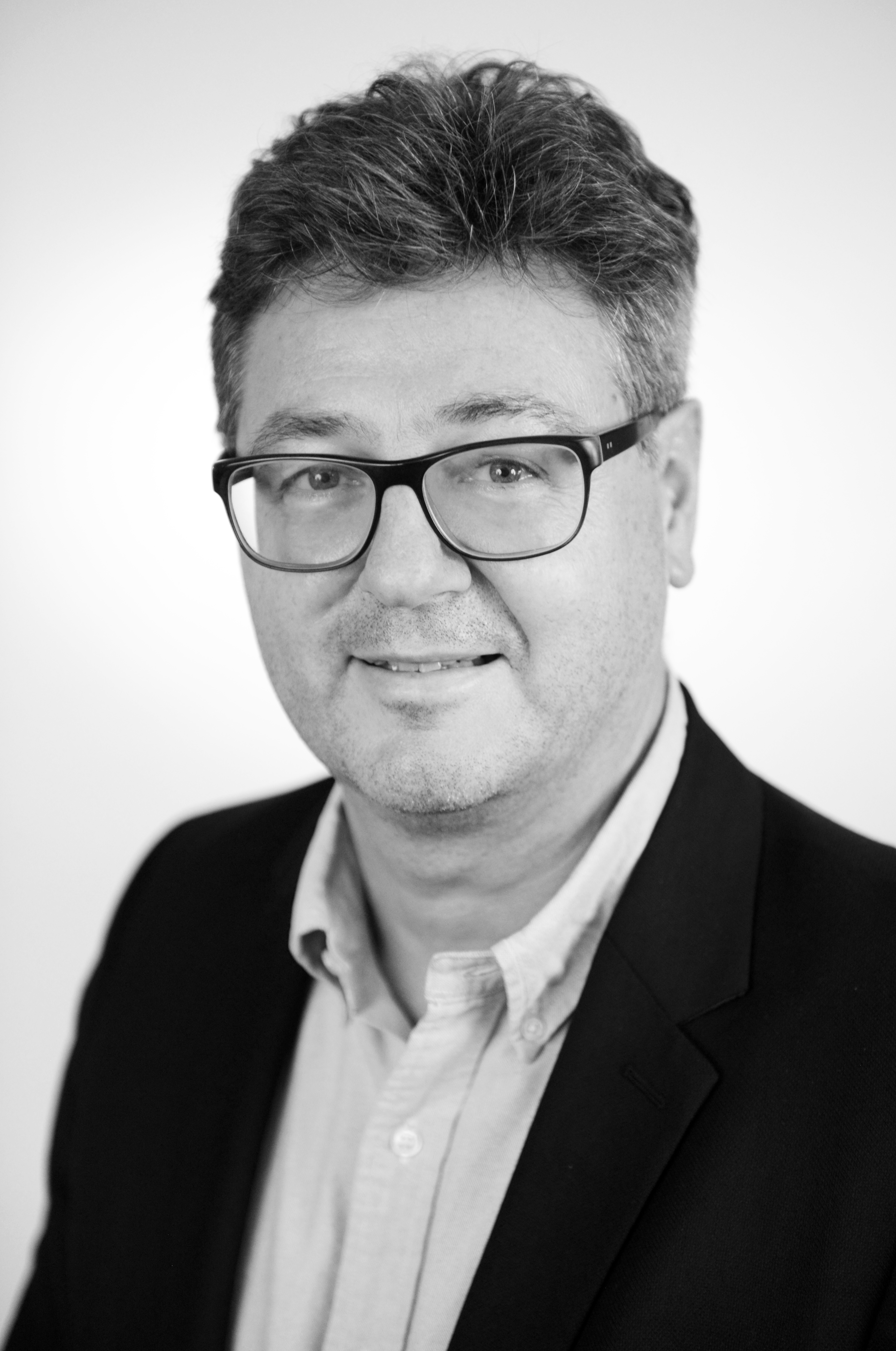
Michael Siebold, Präsident der DKG

Präsident: Michael Siebold, Toronto, Frankfurt
Vizepräsident: Georg Schmitz, München
- Ulrich Bleyer, Teltow
- Bernd Brummermann, Rostock
- Gerhard Heß, Bad Hersfeld
- Wolfgang Klooß, Trier
- Michael Nussbaum, Ahrensburg
- Tobias Reuter, Düsseldorf
- Udo Voigtländer, Berlin

### Vorstand

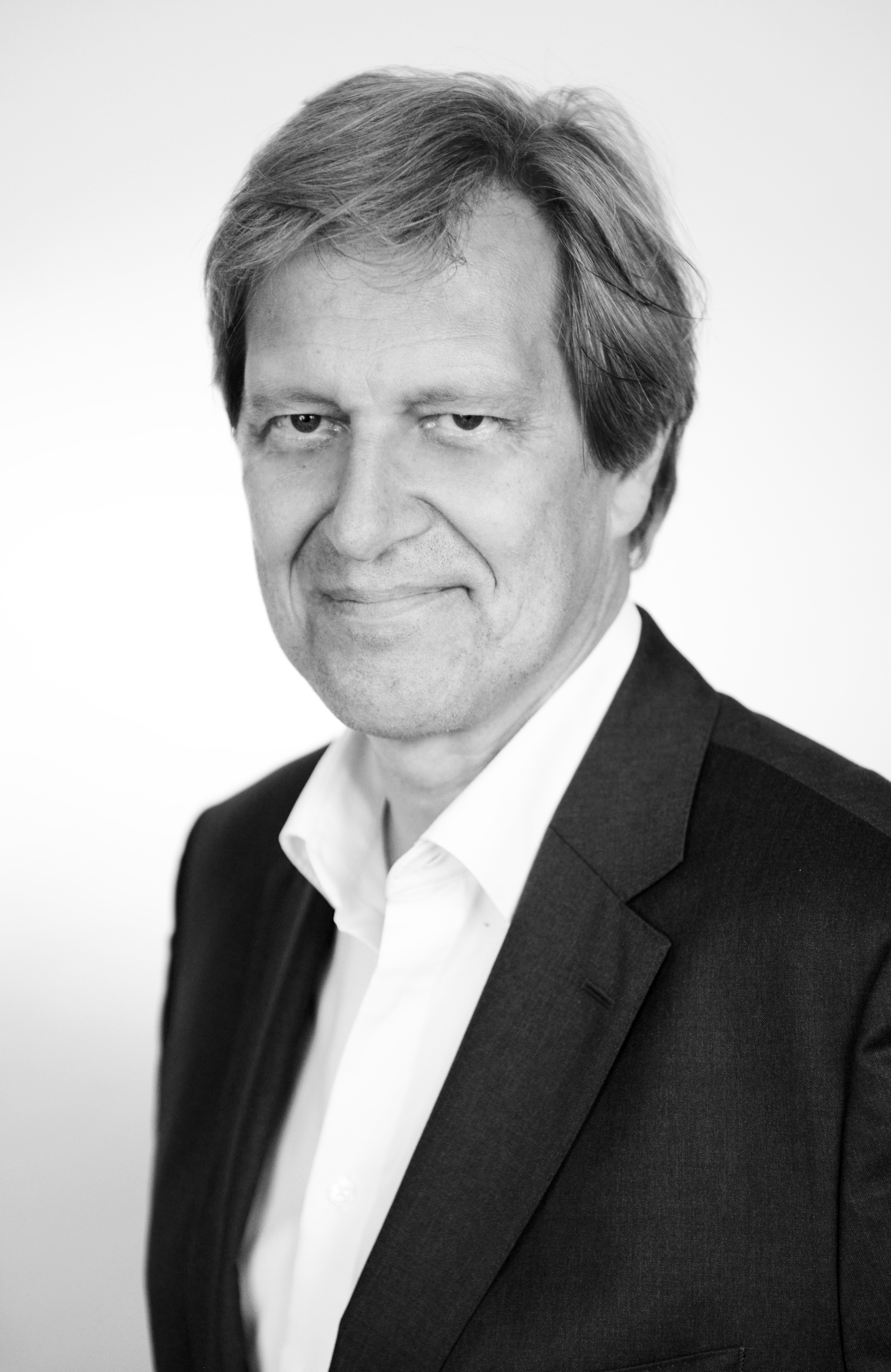
Stefan Rizor, Vorstandsvorsitzender der DKG

Vorstandsvorsitzender: Stefan Rizor, Chairman
- Sina Burghardt, Director Student Exchange Program
- Martin Gutsch, Treasurer
- Hannes Weiland, Director Social Media and Digital Communications
- Ulrike Rausch, Director Marketing and Communications
- Christina Arend, Director Corporate Members
- Robin Arens, Director Young Transatlantic Leadership
- Tamara Joyette, Director Canada Relations
- Hans Harald Grimm, DKG Representative in Canada, Director Internship Programm

### Regionen
Die DKG hat deutschlandweit Regionalgruppen:
1. Aachen
2. Baden-Württemberg
3. Bergisches Land
4. Berlin & Brandenburg
5. Bremen
6. Hamburg
7. Mitteldeutschland
8. Niedersachsen
9. Rhein-Ruhr
10. Rheinland
11. Rhein-Main
12. Oberbayern
13. Sachsen
14. Westfalen

Die Regionalgruppen veranstalten regelmäßig Treffen mit einem Kanada-Bezug.

## Austausch-Programme der DKG

### Work and Travel (WSP)
Für deutsche Studierende aller Fachbereiche, die an deutschen oder ausländischen Universitäten, Hochschulen und Fachhochschulen eingeschrieben sind sowie für Schulabsolventen mit mindestens Fachabitur, führt die DKG seit 1965 in Zusammenarbeit mit der deutschen und kanadischen Regierung jährlich in den Sommer-Semesterferien ein Work and Travel-Programm (bislang bekannt als WSP – Werkstudierendenprogramm) in Kanada durch.
Dieses Programm bietet alljährlich in den Sommersemesterferien den Teilnehmern durch sogenannte „Summer Jobs“ praktische Arbeitserfahrungen für 6–8 Wochen, meist in Hotels, Restaurants, Lodges, Cafés, bei Wohnmobilvermietungen, im Büro oder auf Farmen.
Im Jahr 2014 wurde das Werkstudierendenprogramm zum 50. Mal durchgeführt. Seitdem das Programm auf die Beine gestellt wurde, nutzten rund 3000 deutsche Studierende die Chance, um Kanada auf eine besondere Art und Weise zu erleben.

### Praktika
In Kooperation mit der Botschaft von Kanada in Berlin vermittelt die DKG deutschen Studierenden wirtschaftsnaher und politischer Fachrichtungen sowie angehende Ingenieuren und Juristen auch studiennahe Praktika in Kanada. Rechtsreferendare erhalten die Möglichkeit, im Rahmen der Wahlstation juristische Praxiserfahrung bei renommierten Wirtschaftskanzleien in Kanada zu sammeln.
Zu diesem Zweck arbeitet die DKG mit in Kanada ansässigen kanadischen und deutschen Unternehmen, Beratungsfirmen und Institutionen zusammen, die ein Interesse daran haben, Studierende in der Praxis kennen zu lernen.
Die DKG vermittelt die Praktikantenplätze und trifft als Talent Scout eine Vorauswahl unter den Bewerbern. Die DKG unterstützt die Praktikanten oder Rechtsreferendare bei der Beantragung des Visums, der Arbeitsgenehmigung und der Sozialversicherungsnummer.

## Publikationen
Das DKG-Journal erscheint als Teil des 360° Kanada-Magazins, einer Publikation der 360° Medien in Mettmann, vierteljährlich in einer Auflage von 7.500 Exemplaren, mit der ISSN 1869-8328.
Die DKG versendet monatlich die sogenannten Maple News, einen Newsletter für Vereinsmitglieder und Interessenten, mit rund 1.400 Lesern. Des Weiteren erscheint monatlich der Newsletter Canada. Business. Briefing. mit aktuellen Meldungen aus der Wirtschaft. Der vierteljährlich erscheinende Newsletter Canada. Culture. Live. enthält Kultur- und Veranstaltungstipps sowie Informationen rund um Kanada in Deutschland.

## Ähnliche Verbände (deutschsprachig)
- Austrian Canadian society